# Suchomimus
Suchomimus ("imitador de cocodril") és un gènere de dinosaure teròpode amb una boca similar a la dels cocodrils i dents esmolades. Feia fins a 11 metres de llargada i pesava entorn de 2 tones. La seva morfologia cranial sembla feta específicament per una alimentació piscívora, però els cocodrils comparteixen aquests trets i cacen preses de tota mena. Visqué a l'Àfrica durant el Cretaci mitjà (fa 100 milions d'anys). El paleontòleg Paul Sereno i el seu equip foren els qui descobriren Suchomimus l'any 1997 al Sàhara a prop del desert de Tenere, Nigèria.